# Steriphoma colombianum
Steriphoma colombianum är en kaprisväxtart som beskrevs av Armando Dugand. Steriphoma colombianum ingår i släktet Steriphoma och familjen kaprisväxter. Inga underarter finns listade i Catalogue of Life.